# Васильев, Леонид Сергеевич (историк)
Леони́д Серге́евич Васи́льев (9 октября 1930 года, Москва, СССР — 6 октября 2016 года, Москва, Российская Федерация) — советский и российский историк, обществовед, религиовед и социолог, востоковед (китаист). Доктор исторических наук.

## Биография
Родился в Москве в интеллигентной семье.
Его отец, Сергей Петрович Васильев, происходил из военных, до революции 1917 года учился в кадетском корпусе, в 1922 году окончил Бауманское училище по специальности «инженер-технолог по обработке холодных металлов». Мать, Нонна Саввична Васильева (в девичестве — Ростовская) в 1941 году окончила институт иностранных языков, работала преподавателем английского языка.
В 1930—1940-е годы семья Васильевых неоднократно переезжала из города в город вслед за главой семейства, который получал назначения на высокие руководящие должности на разных производственных предприятиях. В годы войны Леонид вместе с остальными членами семьи был эвакуирован в Ташкент — родной город его родителей. В 1944 году на короткое время Васильевы вернулись в Москву, но вскоре Сергей Петрович был отправлен в Харьков. В Харькове Леонид окончил школу с золотой медалью, после чего вернулся в Москву поступать в университет.
По собственному признанию учёного, во время поступления на исторический факультет МГУ (1947 год) он совершенно не интересовался Китаем, однако уже через два года, когда в советской науке в связи с образованием КНР возник спрос на китаеведов, он во время выбора специальности принял решение посвятить себя изучению истории Китая. Уже тогда молодой учёный определил, что будет заниматься изучением древней, а не современной истории: «В 1950-м, когда я выбрал Китай, уже знал про себя, что мне лучше, во избежание сложностей в отношениях с теми же из ЦК, не заниматься современными проблемами».
После окончания института был определён в аспирантуру Института востоковедения АН СССР. Его научным руководителем был Л. И. Думан, однако, как признавался Васильев, «он мной очень мало интересовался, чему я был несказанно рад. <…> Учителей, в привычном смысле этого слова, у меня в науке — если не считать тех, кто учил языкам — не было». В 1958 году Леонид Васильев стал кандидатом исторических наук (тема диссертации — «Аграрные отношения и община в древнем Китае»), а в 1974 году защитил докторскую диссертацию «Некоторые проблемы древнейшей истории Китая (Генезис цивилизации в Хуанхэ — формирование основ материальной культуры и этноса)».
С 1990 г. являлся заведующим сектором теоретических проблем истории Востока Отдела истории Востока Института Востоковедения РАН, затем — главным научным сотрудником института. Автор большого количества работ, посвящённых истории и культуре Китая, проблемам востоковедения и всеобщей истории, включая теорию исторического процесса, движущих сил и динамики эволюции. Среди них — двухтомный университетский учебник «История Востока», шеститомное учебное пособие «Всеобщая история», несколько монографий о проблемах древнекитайской истории, учебное пособие «История религий Востока» и ряд других книг.
С 1968 года совмещал научную деятельность с преподавательской. В разное время он читал лекции в МГИМО, ИСАА, был заведующим лабораторией исторических исследований НИУ ВШЭ.
До 2011 года — заведующий кафедрой всеобщей и отечественной истории НИУ ВШЭ (Национального исследовательского университета Высшая школа экономики), профессор. С 2011 года — заведующий лабораторией исторических исследований ВШЭ.
Создатель теории «власти-собственности». Выдвинул теорию о существовании на всём протяжении постпервобытной истории человечества лишь двух способов производства — «государственного» (с характерной для него «властью-собственностью») и «частнособственнического».

## Вклад в науку

### Изучение истории Востока и его места во всемирной истории
Начав научную карьеру с изучения общества Древнего Китая (его ранние работы «Аграрные отношения и община в древнем Китае (XI—VII вв. до н. э.)» (1961), «Культы, религии, традиции в Китае» (1970) и «Проблемы генезиса китайского государства» (1983) получили высокие оценки среди специалистов), Леонид Сергеевич в дальнейшем всё более увлекался исследованием макропроцессов и теорией истории. Это влечение было также обусловлено тем, что уже в ранних своих работах молодой историк обнаружил противоречие между реально существующими историческими фактами и формационной теорией, которая на то время считалась единственной верной в Советском Союзе и согласно которой на Древнем Востоке существовала рабовладельческая формация. Обстоятельное знакомство с древнекитайскими проблемами позволило Васильеву активно включиться в начавшуюся в 1960-е гг. вторую дискуссию об азиатском способе производства.
В 1966 году Васильев в соавторстве с И. А. Стучевским отстаивал взгляд на азиатский способ производства как на сосуществование рабовладельческого и феодального способов эксплуатации (подобную точку зрения поддерживал на заре своей научной деятельности и Ю. И. Семёнов). По мнению Васильева и Стучевского, ни рабовладельческий, ни феодальный уклад не приобрели господствующего значения (как это произошло на Западе: в античности, где стало преобладать рабовладение; или у древних германцев, где верх взял феодальный уклад) по той причине, что природные условия Азии требовали коллективного труда больших масс людей, затрудняя развитие конкретных форм эксплуатации. Различие маршрутов движения из первобытности к классовой формации античного и древнегерманского миров Васильев со Стучевским тоже объясняли условиями местности.
Позаимствовав у Маркса термины «первичной» и «вторичной» формации, авторы предположили, что «первичная формация» обозначает все доклассовые общества, а во «вторичную формацию» Маркс объединил все классовые докапиталистические типы общества. Рабовладельческий, феодальный и азиатский строй — только формы «вторичной формации»; все они основаны на сходных типах собственности, эксплуатации и внеэкономическом принуждении. Различия между всеми этими формами, по мнению авторов, — «это различия не в главном, а во второстепенном». В итоге формационная схема у Васильева со Стучевским приняла следующий вид: первичная формация — вторичная формация (азиатский способ производства, рабовладение или феодализм) — капитализм — социализм. Впрочем такая схема исторического развития не объясняла, почему из азиатской «модификации» «докапиталистической формации» капитализм не появляется, но, сменяет её, будучи привнесен из Западной Европы; почему из рабовладения капитализм не только не вырастает, но и не наследует ему. Капиталистический уклад же зарождается, когда все античное наследие давно было поглощено феодализмом (в результате так называемого «романо-германского синтеза»).
В последующем взгляды Васильева на социально-экономический строй Древнего Востока претерпели изменений. В начале 1980-х гг. учёный отказался от марксистской формационной системы, что наиболее полно проявилось в серии его статей, посвящённых проблемам генезиса государства. В то же время им была предложена концепция «власть-собственность», разработку которой учёный затем продолжал несколько десятилетий. Смысл концепции в том, что тысячелетиями вне антично-буржуазного Запада формировалась власть старших в управляемыми ими коллективах от патриархальной семейно-клановой группы до деревенской общины, а затем и племени, что привело к возникновению урбанистической цивилизации и государственности.
Сформировавшиеся представления о генеральном историческом процессе, весьма отличные от тех, что были в своё время предложены Марксом и стали в СССР догмой, подтолкнули учёного к поиску потенциальных корней капитализма в происхождении Запада, а именно, в античности. Это и стало той причиной, которая побудила Васильева более обстоятельно заняться изучением всей истории человечества, чему и были посвящены тома «Всеобщей истории», написанные в свободной манере и изданные в форме учебного пособия.
Итоговой работой для Васильева стал учебник «История Востока в 2 тт.», который впервые был опубликован в 1993 году и по состоянию на 2011 год пережил пять переизданий. В этой работе учёный предпринял попытку обобщить широкий фактический материал на основе собственной концепции развития исторического процесса, в частности дихотомии Запад-Восток: активно развивающемуся Западу он противопоставил консервативный Восток, специфичный путь которого «не вёл к научно-техническому прогрессу, не способствовал раскрепощению личности и не создавал условия для активной реализации выдающихся открытий человеческого ума».

### Концепция всемирной истории
Отталкиваясь от серии статей 1980-х годов, касавшихся обоснования проблемы власти-собственности, и перенеся центр теоретического исследования с целью углубленного понимания основ генерального процесса на всю композицию и ход изложения исторических событий в шеститомнике, Васильев пришёл к нескольким основополагающим идеям, сумма которых позволила создать принципиально новую концепцию мировой истории.
Первая из них, рождённая в результате сопоставления элементов древневосточной и античной традиций в феномене эллинизма, сложившегося после завоеваний Александра — это принципиальное несходство Востока и Запада. Акцентировав на нём внимание, Л. С. Васильев пришёл к выводу, что античность не имеет отношения к структуре власти-собственности. Это иная структура, социополитический смысл которой в том, что не всесильная власть абсолютно господствует над бесправными подданными, но напротив, самоорганизовавшиеся в гражданское общество граждане создали служащую им выборную, не наследственную администрацию. Такая разница, надежно подкрепленная свободными и гарантированными уважаемым всеми законом рыночно-частнособственническими отношениями, определила преимущества Запада (мировой город) перед Востоком (мировая деревня). Именно на античном Западе эти новации, оснащенные элементами либеральной демократии и частного права, чего не знал Восток, обусловили резкий рост экономики (протокапитализм) и стремительной модернизации, что столь отличало и все ещё отличает мировой город от мировой деревни. Не сразу и не без потерь, но только лишь после крушения Рима и возникновения на территории европейского Запада варварских королевств полукочевых пришельцев с востока (включая и мусульман Иберии), возродившиеся античные традиции оказались посреди мировой деревни фундаментом заново формировавшегося средневекового западноевропейского города.
Вторая идея, производная от первой, сводится к тому, что в отличие от мира вне Запада, западноевропейский феодализм как модификация восточной или полупервобытно-восточной структуры власти-собственности¸ которой в любом её варианте имманентно присуща тяга к консервативной стабильности, оказался под энергичным воздействием противоположного ей динамично развивавшегося города с самоуправлением античного типа. Это обстоятельство предопределило успех европейского Запада в соревновании с достигшим высокого уровня цивилизации традиционным Востоком. Этапами его были Возрождение (античности), церковная Реформация, открывшая дорогу свободомыслию, Великие географические открытия и век Просвещения. На протяжении всего этого динамичного исторического процесса античный протобуржуазный город постоянно порождал новое и укреплял позиции западноевропейской предбуржуазии, ускорявшимися темпами обгонявшей статичный Восток. В итоге с рубежа XV—XVI веков опиравшийся на античные традиции Запад сумел поставить в колониальную зависимость от себя почти весь остальной мир, мировую деревню.
Вынужденно подчиняясь принуждению, этот мир, сопротивляясь и понемногу приспосабливаясь к привнесённым буржуазной структурой кардинальным переменам, воспринимал преимущества динамичного образа жизни, что проявлялось в условиях его повседневного существования и стало особо ощутимо в XIX—XX веках. На смену обществам первобытного и традиционно-восточного типа, которые соответствовали консервативно-статичной структуре власти-собственности, приходили, хотя и очень неравномерно, в зависимости от уровня развития, силы влияния как колонизаторов, так и местных цивилизационных особенностей. Возникали общества смешанного типа с элементами предкапиталистической структуры. И эти перемены, независимо от того, насколько они ощущались самими странами и народами, были позитивны, что лучше всего проявилось в конце XIX и в XX веке в форме бурно ускорявшихся темпов не производства, а воспроизводства местного населения.
Эти темпы зависят от извечных традиционных стандартов, что характерно для выживания всего живого (имеется в виду теория Дарвина о естественном отборе в процессе постоянной борьбы за существование каждого вида, включая и сапиентов). Однако именно созданные и надежно обеспеченные колониализмом успехи в развитии создали благоприятные условия для реализации видового инстинкта, что всегда автоматически происходит в условиях первой подходящей для этого возможности.
Третья центральная идея исторического процесса в том, что, доказав свои преимущества, антично-буржуазный либеральный путь эволюции вместе с тем вынужденно оказался почти что собственным могильщиком. Однако произошло это не вследствие не оправдавших себя марксистских расчетов на недовольный буржуазией европейский пролетариат. Все произошло и ускоренным темпом происходит в наши дни потому, что роль пролетариата взяла на себя недовольная своей отсталостью мировая деревня, то есть мир вне Запада. Модернизация и резкое естественное ускорение темпов индустриального развития на буржуазном Западе вкупе с мудрой социальной политикой избираемой народом власти привели капитализм к столь щедрому обогащению, что реагировавший на это мир вне Запада, начав с потерпевшей крах в годы Первой мировой войны нищей и агрессивной большевистской России и кончая ощутившими горечь той войны странами с тоталитарными режимами (итальянский фашизм, германский нацизм, иные корпоративные государства Европы и Америки), сумел в XX веке существенно изменить облик планеты. Она в условиях господства капитализма оказалась способной прокормить всех, развиться до неузнаваемости, но за это на смену триумфу буржуазии пришел террор тоталитаризма, что в XX веке сперва привело ко Второй мировой и холодной войнам, протекавшим на фоне деколонизации отставших в развитии стран, что привело к резкому ускорению их воспроизводства (при четырёхкратном росте населения в XX веке с 1,6 до 6,4 млрд, для Африки он оказался 8—10-кратным, а в странах Запада практически незаметным), а затем к новому расцвету агрессивной экспансии фундаментального средневекового ислама.
Согласно Васильеву, процесс эволюции человечества определяется не производительными силами и вообще не успехами в экономике. Он всегда зависел и будет зависеть от идей творческого меньшинства: именно идейно-институциональный фундамент создает или ограничивает возможности эволюции, все той же экономики и связанного с ней творчества умных. Верные идеи становятся основой для расцвета, неверные (или просто отсутствие верных) ведут к энтропии — то есть к остановке в развитии, к террору, репрессиям, разрушению и деградации.
Природа, регулирующая существование всего живого, содействует эволюции в разумном направлении и препятствует всему противоположному. До поры до времени человечество вынужденно считалось с этим. Однако в последние десятилетия, перестав в сущности делать это, оно вступает в решительный конфликт с Природой. Люди, не считающиеся с этим, получают все более чувствительные предостережения в форме природных аномалий и не должно рассчитывать на безнаказанность.
Резонанс. Концепция всемирного развития, предложенная Васильевым, была подробно разобрана индологом Л. Б. Алаевым. К моменту написания рецензии из печати вышли только два первых тома «Всемирной истории», но познакомившись лишь с ними, учёный пришёл к выводу, что «в основу положена простая схема, решительно подчиняющая себе реальную историю». Алаев указывает на многочисленные противоречия между фактами и предлагаемой исторической схемой, упрощения, вольное обращение с трактовкой хода исторических событий и откровенные ляпы. Он также высказывался впоследствии: «Мой друг и постоянный оппонент Л. С. Васильев, недавно ушедший от нас, первоначально скрывал свой антимарксизм, потом, напротив, начал его демонстрировать, но в его последних сочинениях, тем не менее, сохраняются марксистские догмы, которые он воспроизводит как единственно правильные».

## Основные работы
- Васильев Л. С. Аграрные отношения и община в древнем Китае (11-7 вв. до н. э.). М.,1961.
- Васильев Л. С. Культы, религии, традиции в Китае. М., Наука. 1970. 480 с., 2-е издание — М., Издательская фирма «Восточная литература» РАН, 2001.
- Васильев Л. С. Проблемы генезиса китайской цивилизации. Формирование основ материальной культуры и этноса. М., Наука. 1976.
  - 中国文明的起源问题
- Васильев, Л. С. Проблемы генезиса китайского государства. — М. : Наука, 1983.
- Васильев Л. С. Проблемы генезиса китайской мысли. Формирование основ мировоззрения и менталитета. М., Наука, 1989.
- Васильев Л. С. История религий Востока. М.: Высшая школа, 1988.
- Васильев Л. Кризис социализма // Через тернии. — М.: Прогресс, 1990. — С. 9—59. — ISBN 5-01-003301-1.
- Васильев Л. С. История Востока, в 2 т. М.: Высшая школа, 1993.
- Васильев Л. С. Древний Китай, в 3 томах. М.: Восточная литература.
  - Т.1. Предыстория, Шан-Инь, Западное Чжоу (до 8 в. до н. э.). 1995.
  - Т.2. Период Чуньцю (8-5 вв. до н. э.). 2000. 624 с.
  - Т.3. Период Чжаньго (5-3 вв. до н. э.). 2006. 680 с.
- Васильев Л. С. Восток и Запад в истории (основные параметры проблематики) // Альтернативные пути к цивилизации. М.: Логос, 2000.
- Васильев Л. С. Эволюция общества. Типы общества и их трансформация. М., КДУ, 2011. 206 с.
- Васильев Л. С. Всеобщая история, в 6 томах. М., КДУ, 2012—2013.
- Васильев Л. С. История религий, в 2 томах. М., КДУ, 2016.
- Васильев Л. С. Метаморфозы истории России, в 6-ти томах. М., КДУ, 2017.